# CAPEX
Kapitaaluitgaven, ook wel Capital Expenditures (CAPEX), staat voor de kosten voor ontwikkeling of levering van niet-verbruikbare onderdelen van een product of systeem (investering). 
Als voorbeeld is de aanschaf van een kopieerapparaat de CAPEX, terwijl de kosten voor de jaarlijks benodigde toner en papier de Operationele kosten (OPEX) vormen.